# 文室八島
文室 八島（ふんや の やしま）は、奈良時代の貴族。大納言・文室大市の子とする系図がある。官位は従五位下・伯耆守。

## 経歴
宝亀9年（778年）従五位下に叙爵し、翌宝亀10年（779年）内兵庫正に任ぜられる。
桓武朝では、延暦6年（787年）正親正、延暦8年（789年）弾正弼を経て、延暦9年（790年）に伯耆守として地方官に転じた。またこの間、天応元年（781年）光仁上皇、延暦8年（789年）皇太后・高野新笠、延暦9年（790年）皇后・藤原乙牟漏がそれぞれ崩御した際に、作方相司や山作司として供奉している。

## 官歴
『続日本紀』による。
- 時期不詳：正六位上
- 宝亀9年（778年） 正月16日：従五位下
- 宝亀10年（779年） 9月4日：内兵庫正
- 天応元年（781年） 12月23日：作方相司（光仁上皇崩御）
- 延暦6年（787年） 3月22日：正親正
- 延暦8年（789年） 3月16日：弾正弼。12月29日：山作司（高野新笠崩御）
- 延暦9年（790年） 3月26日：伯耆守。閏3月11日：山作司（藤原乙牟漏崩御）

## 系譜
- 父：文室大市[1]
- 母：不詳
- 生母不明の子女
  - 男子：文室池主[1]